# Melolontha permira
Melolontha permira är en skalbaggsart som beskrevs av Edmund Reitter 1887. Melolontha permira ingår i släktet Melolontha och familjen Melolonthidae. Inga underarter finns listade i Catalogue of Life.